# Harpacticus pacificus
Harpacticus pacificus är en kräftdjursart som beskrevs av Lang 1965. Harpacticus pacificus ingår i släktet Harpacticus och familjen Harpacticidae. Inga underarter finns listade i Catalogue of Life.